# Budapest Challenger 1993
Il Budapest Challenger 1993 è stato un torneo di tennis facente parte della categoria ATP Challenger Series nell'ambito dell'ATP Challenger Series 1993. Il torneo si è giocato a Budapest in Ungheria dal 13 al 19 settembre 1993 su campi in terra rossa.

## Vincitori

### Singolare
Jean-Philippe Fleurian ha battuto in finale  Sándor Noszály con il punteggio di 6–4, 6–3

### Doppio
Filip Dewulf /  Tom Vanhoudt hanno battuto in finale  Stefano Pescosolido /  Massimo Valeri con il punteggio di 7–5, 6–3